# La filosofia occulta

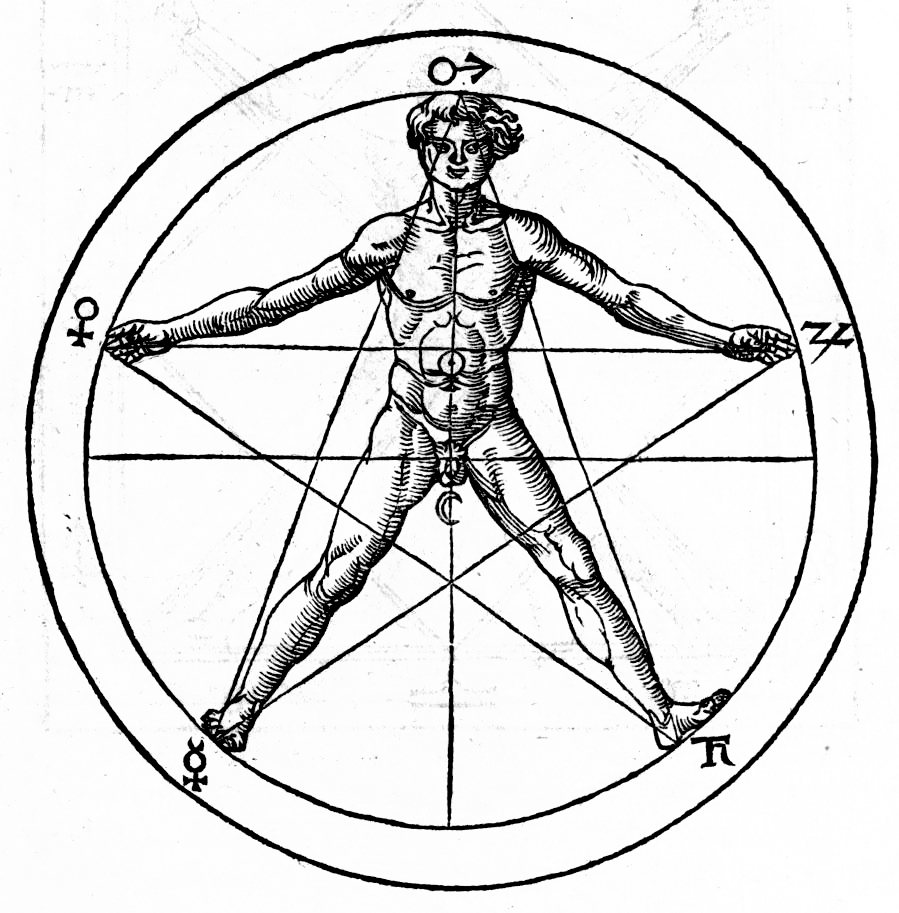
Uomo inscritto in un pentagramma, dai Tre libri della filosofia occulta di Agrippa von Nettesheim. I 5 segni presenti alle estremità degli arti e della testa sono i simboli planetari in astrologia.

La filosofia occulta o La magia (Titolo originale: De occulta philosophia libri III; in italiano I tre libri sulla filosofia occulta) è uno studio sulla filosofia occulta condotto dal filosofo ed esoterista tedesco Heinrich Cornelius Agrippa di Nettesheim (Colonia, 14 settembre 1486 – Grenoble, 18 febbraio 1535) diviso in tre volumi, ed è considerato come un contributo significativo all'indagine filosofica rinascimentale circa il supposto potenziale della magia ed il suo rapporto con la religione. Il primo libro è stato stampato a Colonia, Parigi, nel 1531, mentre tutti e tre i volumi insieme sono comparsi per la prima volta a Colonia nel 1533.
I tre libri trattano rispettivamente della magia naturale o elementale, celeste e cerimoniale. Mentre il primo libro affronta in particolar modo temi come la storia della magia fornendo vari esempi di credenze o superstizioni dell'epoca, le altre parti ci trasmettono non poche conoscenze riguardanti anche la fisiologia e la morfologia occulte dell'essere umano toccando anche elementi di studio occulto come i quattro elementi, l'astrologia, la Kabbalah, la numerologia, gli angeli, i nomi di Dio, le virtù ed i rapporti tra queste così come il metodo di utilizzo di queste relazioni nella medicina, nella divinazione con la sfera di cristallo (cristalloscopia), nell'alchimia e nella magia cerimoniale. Molti dei temi presenti nei tre libri di Agrippa sono direttamente ripresi dal mondo ebreo, greco e caldeo.
Questi argomenti erano comuni anche tra altri filosofi ermetici del tempo e precedenti. Infatti, l'interpretazione magica di Agrippa è simile a quella di autori come Marsilio Ficino, Pico della Mirandola e Giovanni Roiclinio ed enfatizza un'indagine naturale.

## Storia
La prima bozza de La filosofia occulta fu presentata da Agrippa nel 1510 all'abate Giovanni Tritemio, a sua volta ricercatore esoterico e filosofo rinascimentale che scrisse un libro di crittografia contenenti degli alfabeti esoterici; il testo è pervenuto fino ai giorni nostri.
Nel 1526-27 Agrippa pubblicò un'opera critico-satirica chiamata De Incertitudine et Vanitate Scientiarum Liber (in italiano, Sull'incertezza e la vanità della scienza del libro), nella quale sembra ritrattare il contenuto dei suoi libri, ammettendo apparentemente che i suoi studi occulti siano stati fuorviati. Comunque, che Agrippa fosse serio rimane ancora argomento di dibattito tra gli studiosi.
L'edizione finale de La filosofia occulta è stata pubblicata a Colonia nel 1533 ed una prima traduzione in inglese si ha nel 1651 per opera di James Freake. La prima edizione italiana sembra risalire al 1972 a cura dell'editore Edizioni Mediterranee.

## Edizioni in lingua italiana
Le uniche edizioni in lingua italiana disponibile sono quella a cura di Edizioni Mediterranee pubblicata nel 1972 e quella di Templum Dianae pubblicata il 9 maggio 2023.